# Mayottedrongo

Verbreitungsgebiet des Mayottedrongos auf Grande Terre

Der Mayottedrongo (Dicrurus waldenii) ist eine Vogelart aus der Familie der Drongos.
Er ist endemisch auf Mayotte auf der Hauptinsel Grande Terre.
Das Verbreitungsgebiet umfasst Berge mit ausgedehnten feuchten tropischen oder subtropischen Wäldern und Mangrovenwälder, Buschgebiete und Plantagen oberhalb von 200 m Höhe.

## Beschreibung
Der Mayottedrongo ist 34 bis 38 cm groß. Er ist der einzige Drongo, und große schwarze Singvogel auf der Insel. Er ist durchgehend tiefschwarz mit grün-bläulichem Schimmer. Lediglich die Iris ist ziegelrot. Der sehr lange Schwanz misst 175 bis 206 mm und ist 58 bis 90 mm tief gegabelt. Das Weibchen ist etwas kleiner, ansonsten unterscheiden sich die Geschlechter nicht.
Jungvögel sind glanzlos schwarzbraun, die Unterseite blasser und der Schwanz kürzer und weniger gegabelt.

## Stimme
Das Männchens verfügt über ein breites Repertoire von rauen kratzigen Rufen, auch über ein lautes, mehrfach wiederholtes „tyok“ oder „squaa-aa-luchuk“ sowie leise „quit“ Rufe auf der Jagd.
Die Art ist monotypisch.

## Lebensweise
Die Nahrung besteht hauptsächlich aus Insekten insbesondere Zikaden und andere Gleichflügler, Schmetterlinge, Nachtfalter und Raupen.
Die Brutzeit liegt zwischen September und Februar.

## Gefährdungssituation
Der Bestand gilt als gefährdet (Vulnerable) durch Habitatverlust.